# ギジェルモ・ティモネル
ギジェルモ・ティモネル または、ギリェルモ・ティモネル（Guillermo Timoner、1926年3月24日 - 2023年8月17日）は、スペイン・バレアレス諸島県ファラニチュ（マヨルカ島）出身の元自転車競技選手。

## 来歴
ドミフォンで、世界選手権を6度制した名レーサー。前職は大工だった。
1945年
- スペイン選手権 プロ・ドミフォン 優勝

1946年
- スペイン選手権 プロ・ドミフォン 優勝

1947年
- スペイン選手権 
  - プロ・ドミフォン 優勝
  - プロ・スプリント 優勝

1948年
- スペイン選手権 
  - プロ・ドミフォン 優勝
  - プロ・スプリント 優勝

1949年
- スペイン選手権 
  - プロ・ドミフォン 優勝
  - プロ・個人追抜 優勝

1950年
- スペイン選手権 
  - プロ・ドミフォン 優勝
  - プロ・スプリント 優勝

1951年
- スペイン選手権 
  - プロ・個人追抜 優勝
  - プロ・マディソン 優勝

1952年
- スペイン選手権 
  - プロ・ドミフォン 優勝
  - プロ・マディソン 優勝

1954年
- スペイン選手権 
  - プロ・ドミフォン 優勝
  - プロ・マディソン 優勝

1955年
- 世界選手権トラックレース プロ・ドミフォン 優勝
- スペイン選手権 プロ・ドミフォン 優勝

1956年
- スペイン選手権 
  - プロ・ドミフォン 優勝
  - プロ・個人追抜 優勝
  - プロ・スプリント 優勝
- 世界選手権トラックレース プロ・ドミフォン 2位

1958年
- 世界選手権トラックレース プロ・ドミフォン 2位

1959年
- 世界選手権トラックレース プロ・ドミフォン 優勝
- スペイン選手権 プロ・ドミフォン 優勝

1960年
- 世界選手権トラックレース プロ・ドミフォン 優勝
- ヨーロッパ自転車競技選手権大会 プロ・ドミフォン 優勝

1961年
- スペイン選手権 プロ・ドミフォン 優勝

1962年
- 世界選手権トラックレース プロ・ドミフォン 優勝
- スペイン選手権 プロ・ドミフォン 優勝

1963年
- スペイン選手権 プロ・ドミフォン 優勝

1964年
- 世界選手権トラックレース プロ・ドミフォン 優勝

1965年
- 世界選手権トラックレース プロ・ドミフォン 優勝

1967年、一旦現役を引退した。
1983年、テカと契約を結んで現役復帰。その後3年間同チームに在籍した。